# 아이폰 XR
아이폰 XR(iPhone XR, 아이폰 텐알)은 애플이 설계, 제조한 스마트폰이다. 이는 아이폰 12세대이다. 가격대가 더 높은 아이폰 XS와 함께 애플 파크 캠퍼스의 애플 파크에서 2018년 9월 12일 애플의 CEO 팀 쿡에 의해 발표되었다. 선주문은 2018년 10월 19일 시작했으며 공식 출시는 2018년 10월 26일 이루어졌다.
이 아이폰은 6.1인치 LCD 디스플레이를 갖추고 있으며 현재 애플의 아이폰 X 계열(시리즈) 장치 가운데 가장 저렴한 장치이며 가격대는 미국 기준으로 749달러부터 시작한다. 아이폰 XS, XS 맥스와 동일한 프로세서, 7 나노미터 공정의 A12 바이오닉 칩을 장착하고 있다.
6개 색으로 나뉘어있는데, 블랙, 화이트, 블루, 옐로, 코럴, 프로덕트 레드까지 총 6가지 색상으로 구성되어있다. 특히 아이폰 XR은 최초였던 아이폰 5C에 이어 옐로, 블루로 출시되는 기종으로서는 2번째 아이폰 기기이다.
전 세계적으로 이 기기는 나노 SIM과 eSIM을 통한 듀얼 SIM을 지원한다. 중화인민공화국, 홍콩, 마카오에서 듀얼 나노 USIM 싱글 트레이로 대신 제공된다.

## 같이 보기
- 아이폰 XS
- Apple